# Krzyżna Góra

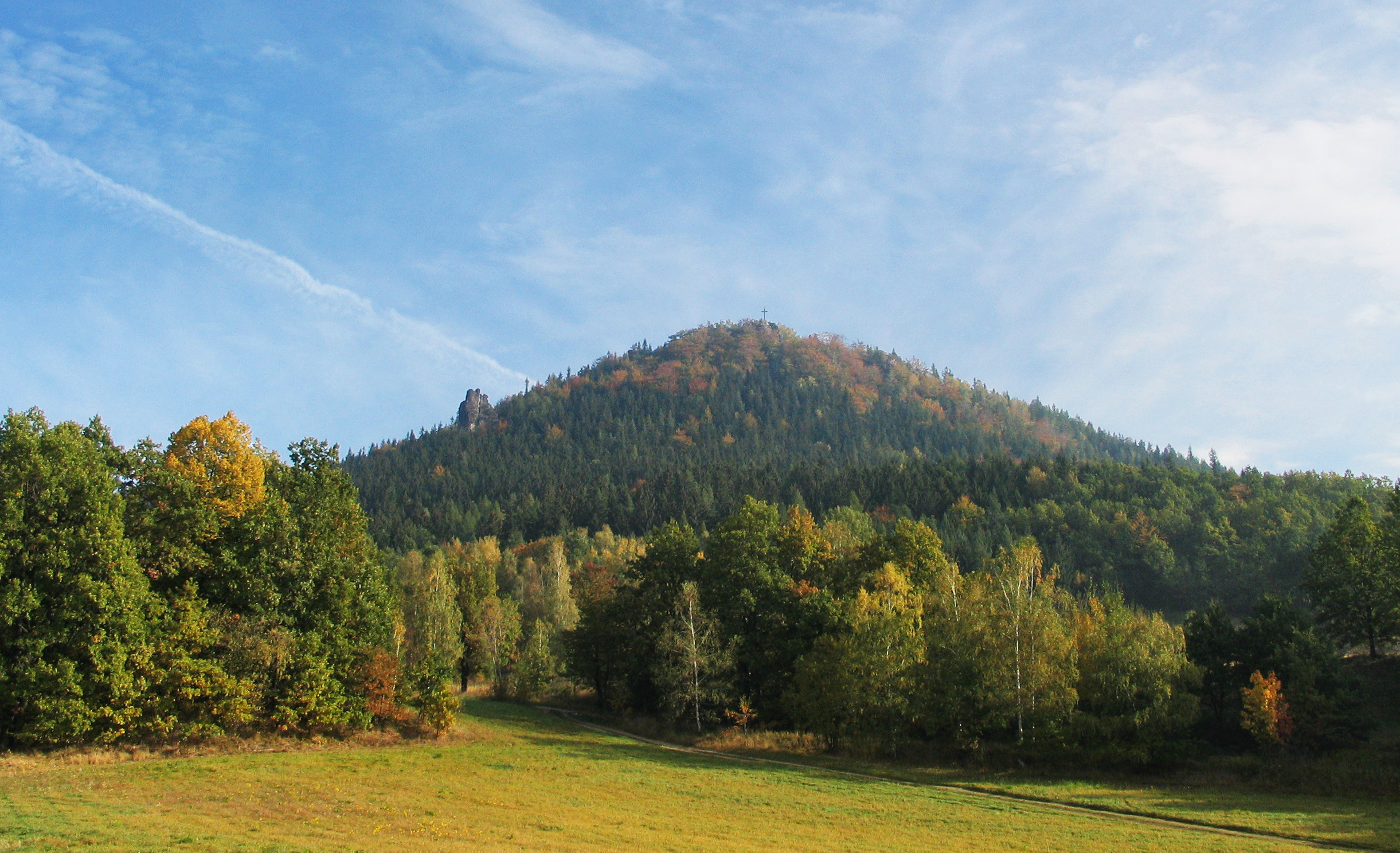
Krzyżna Góra w Górach Sokolich widok od strony wschodniej

Krzyżna Góra (niem. Kreuzberg, wcześniej Falkenberg), 654 m n.p.m. – jeden z dwóch najbardziej znanych wierzchołków Gór Sokolich (drugi, bardziej znany to Sokolik (642 m n.p.m.), w północno-zachodniej części Rudaw Janowickich).
Krzyżna Góra położona jest na południowym wschodzie Gór Sokolich, nad Przełęczą Karpnicką, od której oddziela ją niewielkie wzniesienie Trzy Korony.
Zbudowana z granitu karkonoskiego. Na szczycie i zboczach duże nagromadzenie skałek i bloków skalnych, których pionowe ścianki dochodzą do 50 metrów wysokości (m.in. Bukowa Skała i Grzęda).
U jej podnóża, pomiędzy nią a Karpnikami, znajduje się schronisko „Szwajcarka”.
Pod szczytem pozostałości Zamku Sokolec.
Dawniej wzgórze nazywane było Sokolą Górą (niem. Falkenberg). Po tym, jak w 1822 r. wieś Karpniki kupił książę Fryderyk Wilhelm Karol von Hochenzollern, na Krzyżnej Górze wykuto w skale 120 stopni, prowadzących do punktu widokowego na szczycie, zabezpieczonego barierką. Umieszczono tam również maszt do wciągania flagi.
Dzisiejszą nazwę zawdzięcza siedmiometrowemu żeliwnemu krzyżowi, który ufundowała księżna Maria Anna Amalie z Hesji-Homburga dla upamiętnienia rocznicy urodzin jej męża, Fryderyka Wilhelma von Hohenzollerna. Krzyż odlano w hucie w Gliwicach w 1830 r., poświęcony został 28 maja 1832 r. Napis na krzyżu (w języku niemieckim) głosił: Krzyża błogosławieństwo dla Wilhelma, jego potomnych i całej doliny. Nie wiadomo, kiedy napis został z krzyża usunięty. Możliwe, że widniał tam jeszcze jesienią 1949 r.
Górę tę, wysoką na 2064 stopy, wieńczący jej szczyt ...wielki krzyż z lanego żelaza (...) oraz roztaczającą się z jej szczytu rozległą panoramę wspomniała Rozalia Saulsonowa w wydanej w 1850 r. książeczce pt. „Warmbrunn i okolice jego w 38 obrazach zebranych w 12 wycieczkach przez Pielgrzymkę w Sudetach”, uznawanej za pierwszy polski przewodnik po Karkonoszach.
Na szczyt Krzyżnej Góry prowadził szlak turystyczny, wyznakowany jeszcze za czasów pruskich. We wrześniu 1949 r. referent turystyczno-uzdrowiskowy Wydziału Powiatowego w Jeleniej Górze pisał: Dotychczas znaków turystycznych polskich na tej trasie nie zaprowadzono, turyści i wczasowicze kierują się znakami poniemieckimi.
Krzyżna Góra znajduje się na obszarze Rudawskiego Parku Krajobrazowego.

## Piesze szlaki turystyczne
- Schronisko PTTK „Szwajcarka” - Husyckie Skały - Krzyżna Góra